# Ksylofon

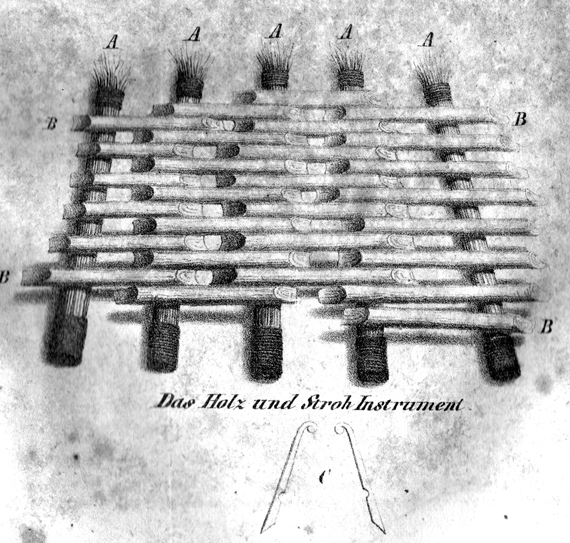
"drzewo i słoma" – ksylofon z 1836 r.

Ksylofon (gr. ξύλον 'drewno' i φωνή 'dźwięk, głos'), harmonika słomiana, gigelyra – instrument muzyczny z grupy idiofonów uderzanych, składający się z szeregu strojonych sztabek z twardego drewna najczęściej palisandru (wibratorów, od których wielkości zależy wysokość dźwięku), ułożonych w jednym lub więcej rzędach i uderzanych pałeczkami.
Ksylofon dotarł do średniowiecznej Europy z Azji, a niezwykłą popularność zyskał w XIX w. dzięki kompozycjom Camille'a Saint-Saënsa, który wprowadził ten instrument na stałe do orkiestry symfonicznej. Wybitnym wirtuozem ksylofonu był w XIX w. Michał Józef Guzikow urodzony w Szkłowie na Białorusi. Grał on na instrumencie 4-rzędowym ułożonym na słomianych wałkach i uderzanym drewnianymi pałeczkami w kształcie łyżek. Taki typ ksylofonu był powszechny do lat 50. XX wieku.
We współczesnych ksylofonach płytki układa się w dwóch równoległych rzędach, a ich liczba dochodzi do pięćdziesięciu; najczęściej spotykana rozpiętość tonalna to g1-g4 lub c²-c5. Instrumenty koncertowe posiadają metalowe rezonatory pod płytkami a same płytki wytwarzane są z włókna szklanego. We współczesnej muzyce poważnej ksylofon pojawia się bardzo często. Pełni też często funkcję ilustracyjną w muzyce filmowej.
Ksylofon jest wykorzystywany od początku XX w. w wychowaniu muzycznym dzieci, w przedszkolach i nauczaniu początkowym w szkole podstawowej. Prekursorem tej metody był Carl Orff. Skonstruował on prosty model ksylofonu 1-rzędowego o 1 lub 2 oktawach z wyjmowanymi łatwo płytkami. Prostota instrumentu skłaniała dzieci do zabawy z muzyką, rozwijania ekspresji i inwencji twórczej.